# Fiestas de Interés Turístico de Castilla-La Mancha
En Castilla-La Mancha existen multitudes de fiestas y ferias en cada localidad de la Comunidad fruto de una larga tradición y de las más distintas influencias, fruto de su estratégica situación en pleno centro de la península ibérica.

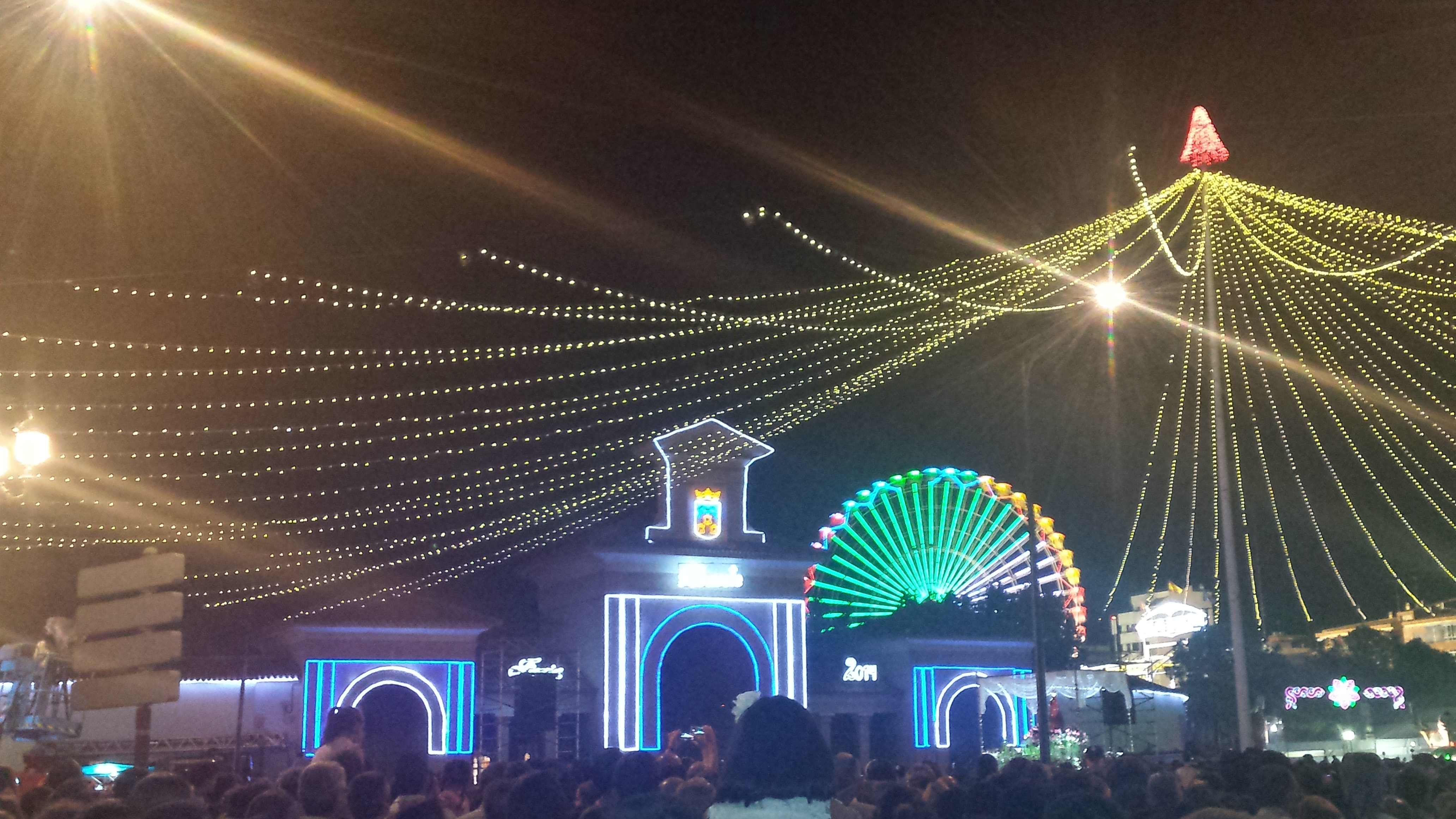
Feria de Albacete.

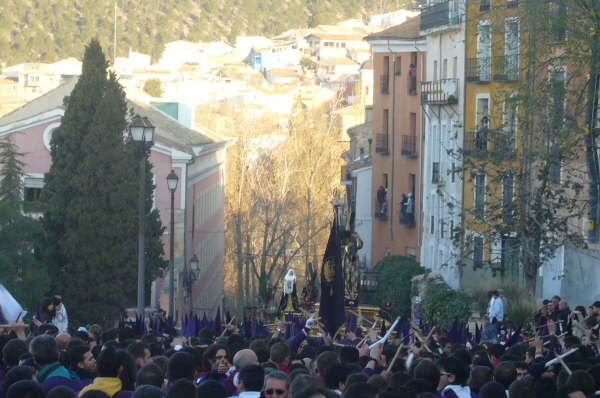
Procesión de Las Turbas subiendo a la Plaza Mayor de Cuenca.

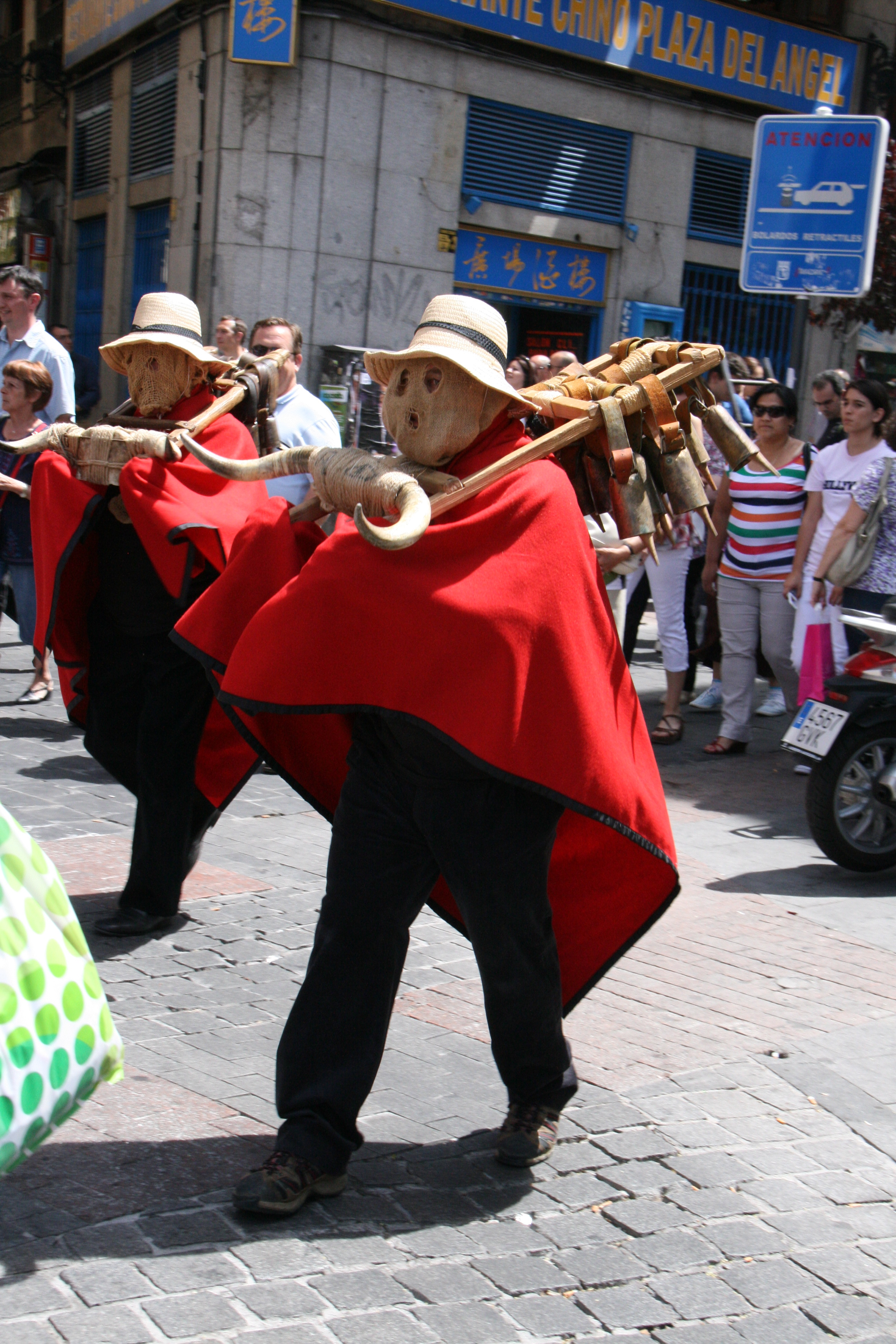
Procesión de botargas de Robledillo de Mohernando (Guadalajara)

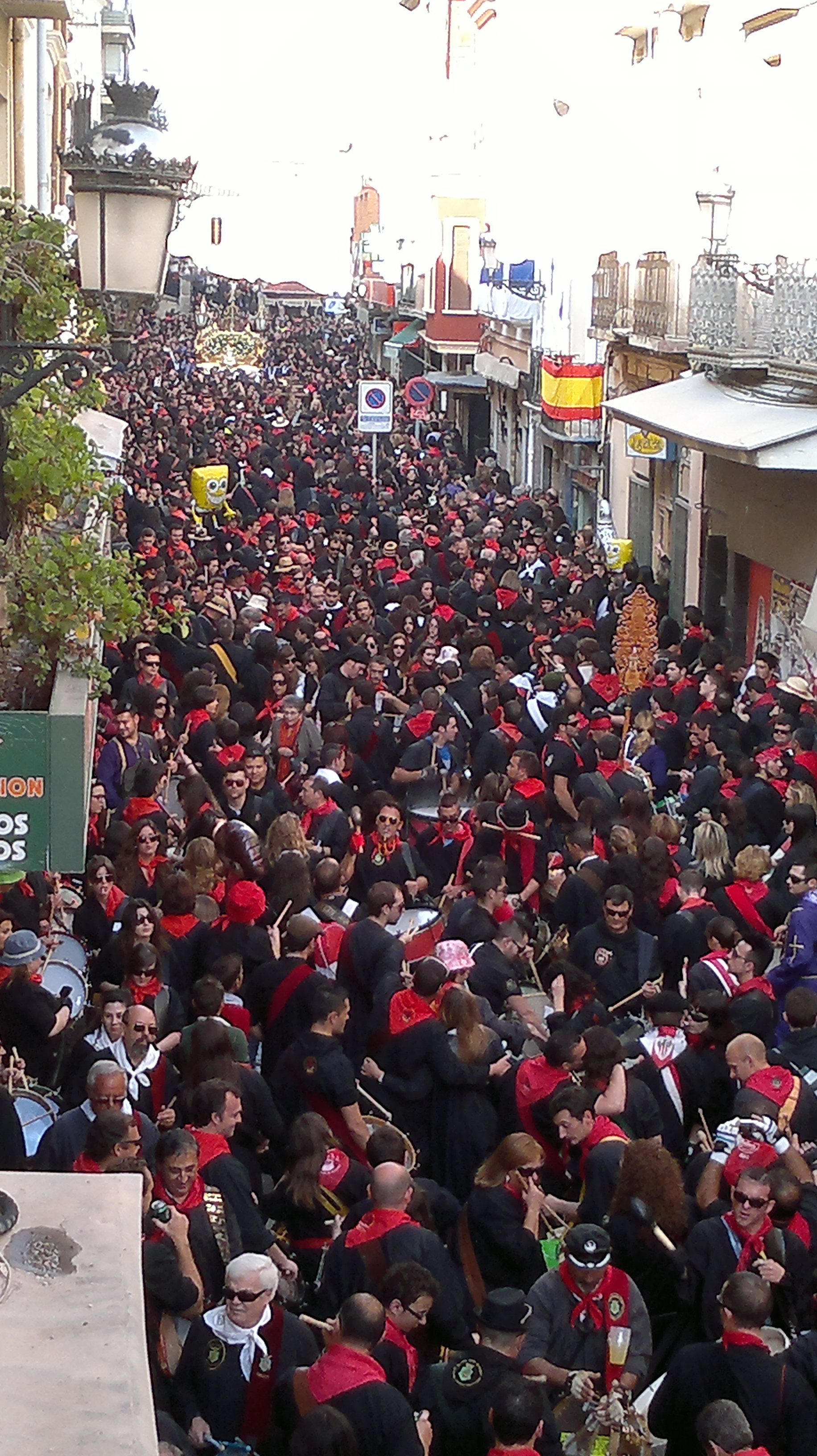
Tamborada de la Semana Santa de Hellín (Albacete).

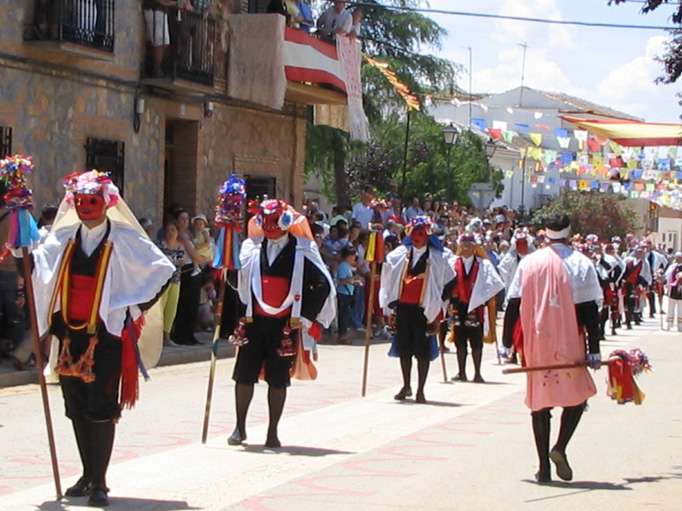
Pecados y Danzantes de Camuñas en la Provincia de Toledo

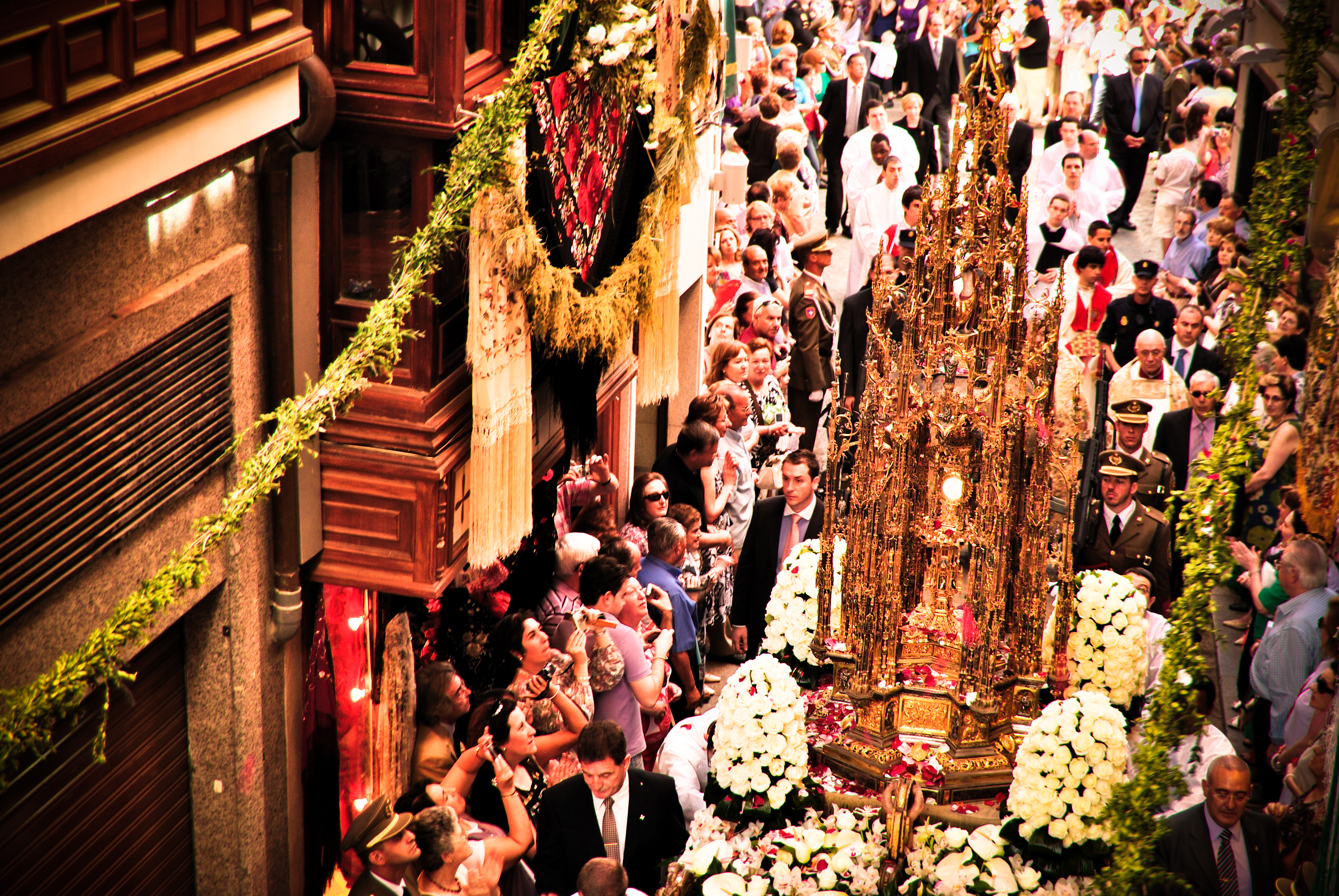
La Procesión del Corpus Christi de Toledo cuenta con una dilatada historia

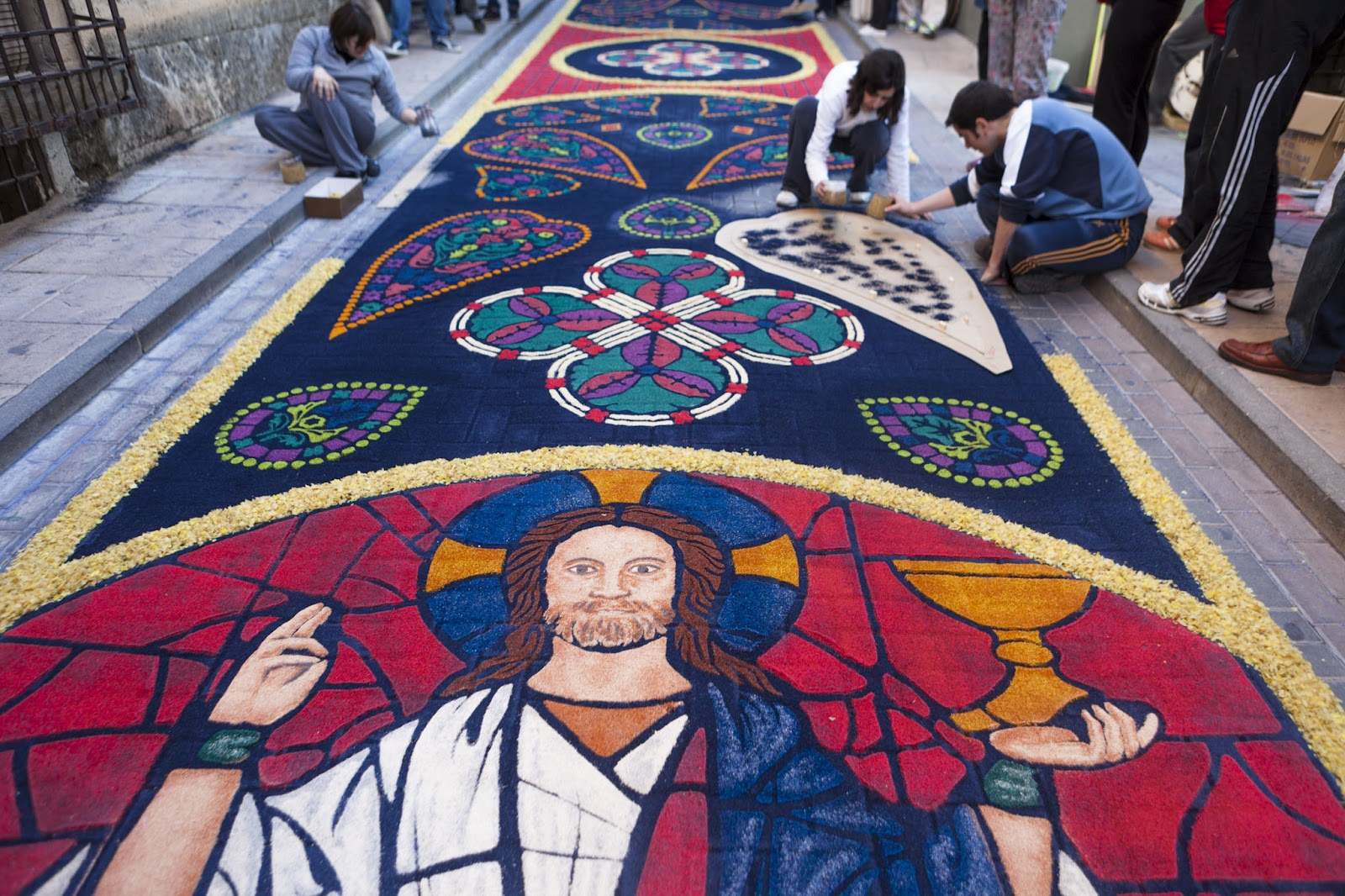
Alfombras de Serrín de Elche de la Sierra (Albacete).

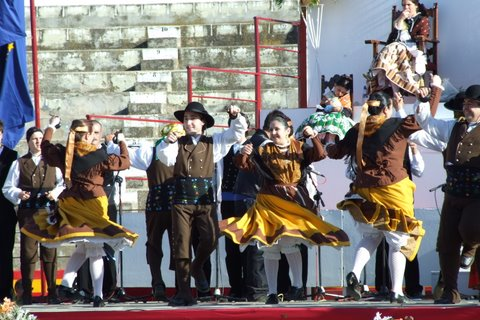
Celebración de Los Mayos en Pedro Muñoz (Ciudad Real)

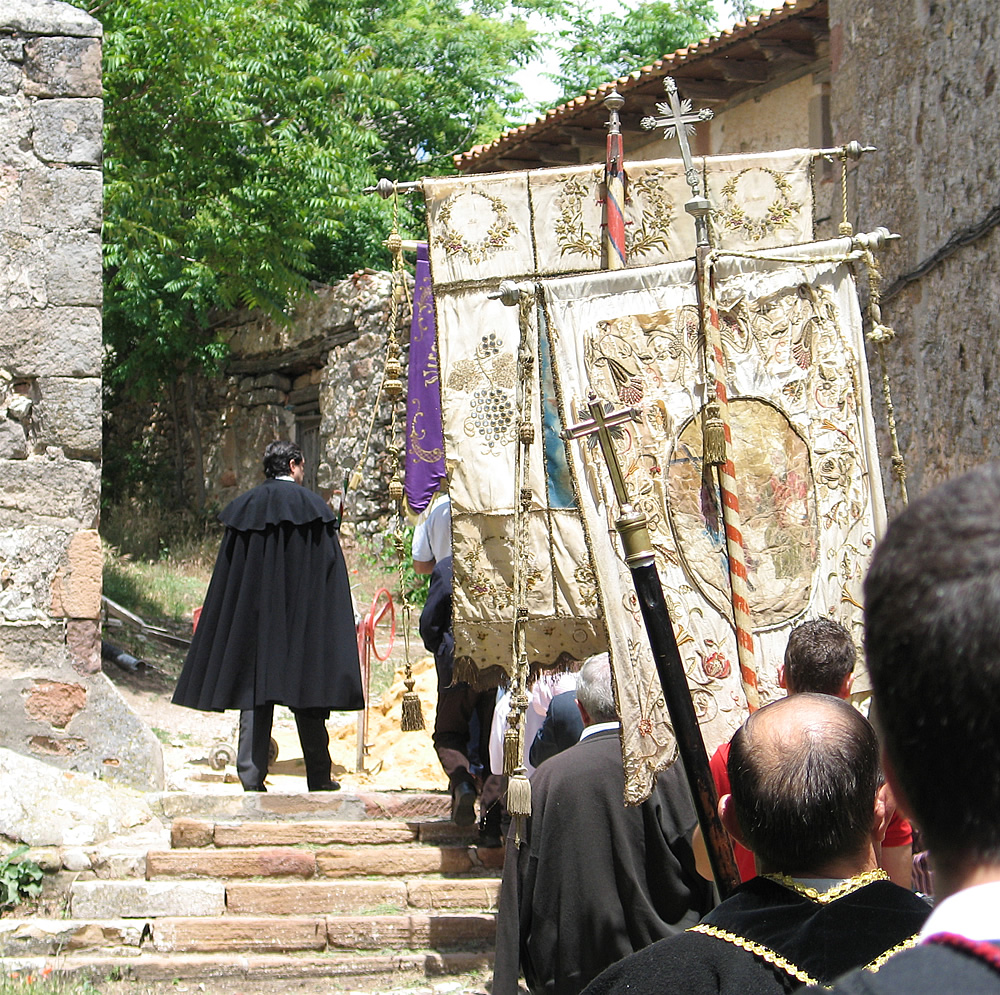
Procesión del Corpus Christi en Atienza en Guadalajara

## Fiestas de interés turístico internacional
La Comunidad cuenta con siete fiestas de interés turístico internacional:
- Feria de Albacete.[1]
- Semana Santa y Tamborada de Hellín (Albacete).[2]
- Semana Santa en Cuenca.[3][4]
- Semana Santa de Toledo.
- Procesión del Corpus Christi de Toledo.[5][4]
- Semana de Música Religiosa de Cuenca.
- Fiestas Mayores de Almansa (Moros y cristianos).[6]

## Fiestas de interés turístico nacional
Provincia de Albacete
- Semana Santa en Albacete.
- Carnaval de Villarrobledo.
- Semana Santa de Tobarra.
- Alfombras de Serrín de Elche de la Sierra.

Provincia de Ciudad Real
- Semana Santa de Ciudad Real.
- Fiestas del Vino de Valdepeñas.
- Carnaval de Alcázar de San Juan.
- Carnaval de Miguelturra.
- Carnaval de Herencia.
- Ruta de la Pasión de Calatrava. Campo de Calatrava Semana Santa en Bolaños de Calatrava
- Fiesta del Mayo Manchego de Pedro Muñoz.
- Semana de la Zarzuela de La Solana.

Provincia de Cuenca
- La Traída y La Llevada Fiesta de Nuestra Señora de la Antigua de Manjavacas de Mota del Cuervo.

Provincia de Guadalajara
- La Caballada de Atienza.
- Danzas de la Octava del Corpus de Valverde de los Arroyos.
- Festival Medieval de Hita.
- Fiestas del Santo Niño de Majaelrayo.

Provincia de Toledo
- Fiestas de Las Mondas de Talavera de la Reina.
- Pecados y Danzantes de Camuñas (Corpus Christi) de Camuñas.
- Fiesta del olivo de Mora.
- Semana Santa de Ocaña.

## Fiestas de interés turístico regional
También existen en la Comunidad numerosas fiestas de interés turístico regional.:
Provincia de Albacete
- Festival de los Sentidos de La Roda
- Semana Santa de La Roda
- Semana Santa de El Bonillo.
- Semana Santa de Chinchilla de Monte-Aragón.
- Semana Santa y Tamborada de Agramón.
- Semana Santa de Villarrobledo.
- Fiestas de Moros y Cristianos de Caudete.
- Fiestas Patronales de San Bartolomé en Tarazona de la Mancha.
- Corpus Christi de Hellín.
- Carnaval de La Roda.
- Carnaval de Tarazona de la Mancha.
- Romería del Santísimo Cristo del Sahúco de Peñas de San Pedro.
- Festival Arte-Nativo Viña Rock de Villarrobledo.
- Feria de Munera.
- Romería de San Bartolomé de Yeste.
- Feria de tradiciones de Yeste.

Provincia de Ciudad Real
- Moros y Cristianos de Alcázar de San Juan.
- Semana Santa de Campo de Criptana.
- Semana Santa de Villarrubia de los Ojos.
- Semana Santa Calatrava de Campo de Calatrava. Semana Santa en Bolaños de Calatrava.
- Semana Santa de Daimiel.
- Fiesta de la Pandorga de Ciudad Real.
- Fiesta del Santo Voto de Puertollano.
- Fiesta del Cristo de la Albahaca (procesión y rifa de ofrendas) de Bolaños de Calatrava.
- Fiesta del Mayo de Villamayor de Calatrava.
- Cruces de Mayo de Villanueva de los Infantes.
- Cruces de Mayo de Piedrabuena.
- Fiesta de las Paces de Villarta de San Juan.
- Romería de Nuestra Señora de las Virtudes de Santa Cruz de Mudela.

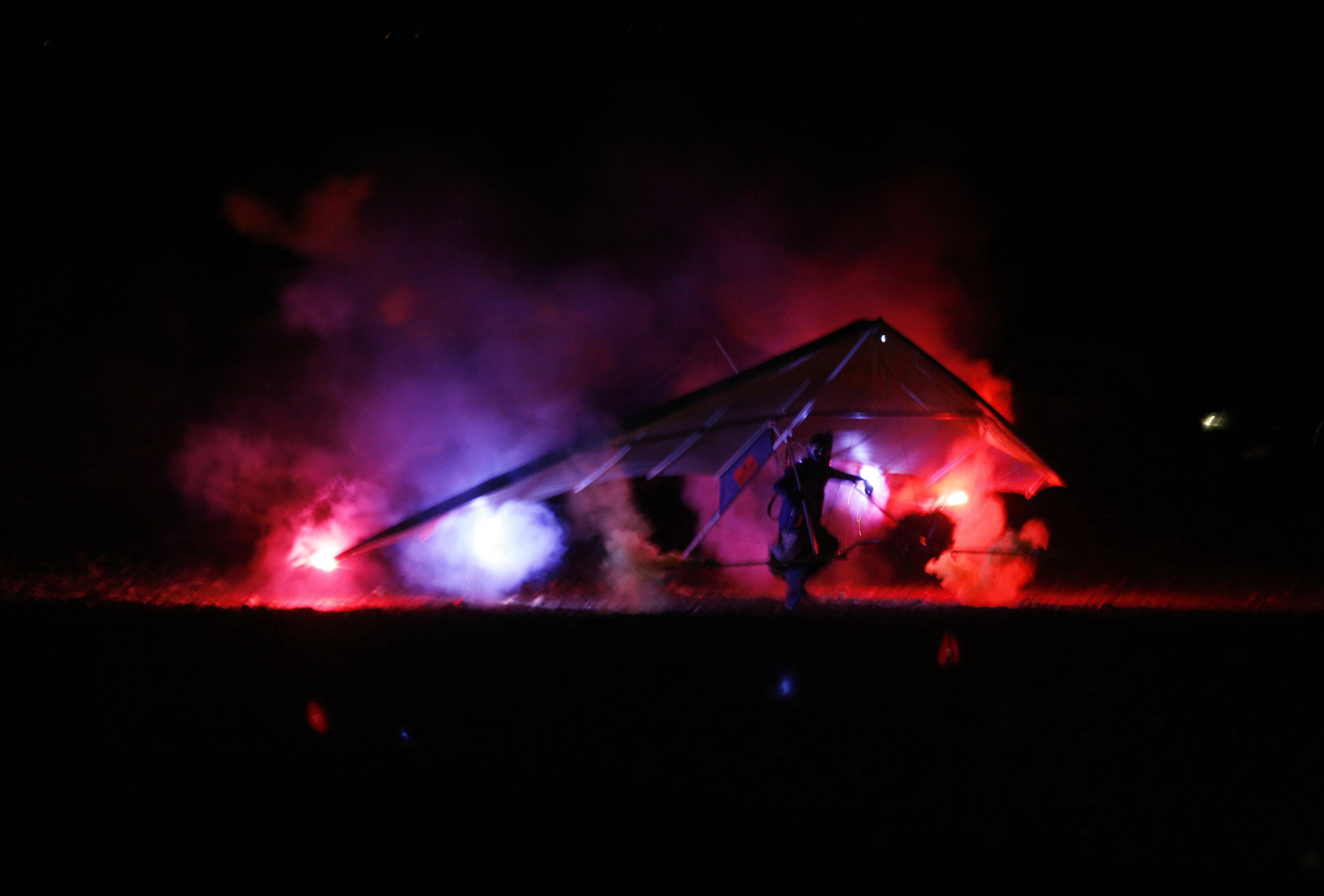
Cabalgata aérea de Alarilla en la que los Reyes Magos llegan en ala delta y sus Pajes en parapente.

- Cabalgata aérea de Alarilla en la que los Reyes Magos llegan en ala delta y sus Pajes en parapente.Romería de la Santísima Virgen de las Viñas de Tomelloso.
- Corpus Christi de Villanueva de la Fuente.
- Corpus Christi de Porzuna.
- Domingo de Piñata de Ciudad Real.
- Carnaval de Malagón
- Carnaval de Almadén.
- La Borricá de Torrenueva.
- Encierros de Almodovar del Campo.
- Encierros al estilo fernanduco de Fernán Caballero.
- Juego de las Caras de Calzada de Calatrava.
- Jornadas Medievales de Montiel.
- Feria de Todos los Santos de Socuéllamos.

Provincia de Cuenca
- Fiestas de San Mateo de Cuenca.
- Festividad de “El Vitor” de Horcajo de Santiago.
- La Endiablada de Almonacid del Marquesado. Declarada también Bien de Interés Cultura por la Junta de Comunidades de Castilla-La Mancha.
- Fiesta de Rus de San Clemente.
- Romería y Fiesta en Honor de la Virgen de la Consolación de Iniesta.
- Septenario de la Virgen de Tejeda de Moya.
- Semana Santa de Tarancón.
- Representación teatral de la Pasión y Muerte de Nuestro Señor Jesucristo de Motilla del Palancar
- Pasión Viviente de Tarancón.
- Fiesta de Moros y Cristianos de Valverde del Júcar.
- Fiestas de San Juan Evangelista y Santa Quiteria de Huete.
- Belén viviente de Vega del Codorno.
- La Alvarada Medieval de Cañete.
- San Antón de Santa María de los Llanos.

Provincia de Guadalajara
- Cabalgata aérea de Alarilla.

Encierros de Guadalajara 
- Semana Santa de Guadalajara.
- Santa Águeda de Cogolludo.
- Santa Águeda de Espinosa de Henares.
- Fiesta de la Pasión Viviente de Hiendelaencina.
- Procesión del Fuego de Humanes.
- Procesión de los Faroles de Sigüenza.
- Fiesta Nuestra Señora del Carmen de Molina de Aragón.
- Raid Alta Alcarria de Yunquera de Henares.
- Danzas de la Octava del Corpus de Valverde de los Arroyos.
- Fiesta el Santo Niño de Majaelrayo.
- Encierros de Brihuega.
- Fiestas de las Mercaderías de Tendilla.
- El Tenorio Mendocino de Guadalajara.
- Fiesta Ganchera del Alto Tajo de Zaorejas.
- Desfile de Carrozas de las Fiestas de Septiembre de Azuqueca de Henares.
- Certamen de Rondas Tradicionales Navideñas de Torija.
- Maratón de los cuentos de Guadalajara.

Provincia de Toledo
- Semana Santa de Talavera de la Reina.
- Semana Santa de Quintanar de la Orden.
- Semana Santa de Corral de Almaguer.
- Semana Santa de Villacañas.
- Festividad de San Sebastián, Patrón de la Villa de Madridejos
- Fiesta de Ánimas y Carnaval de Villafranca de los Caballeros.
- Fiestas de la Rosa del Azafrán de Consuegra.
- Romería en honor de Nuestra Señora de la Natividad de Méntrida.
- Fiesta de la Vaca de San Pablo de los Montes.
- Danzantes y Santísimo Cristo de la Viga de Villacañas.
- Corpus Christi de Lagartera.
- Feria y Fiestas del Santísimo Cristo de la Salud de La Puebla de Almoradiel.
- Procesión del Santísimo de la Sala de Bargas.
- Jornadas Cervantinas de El Toboso.
- Jornadas Calderonianas de Yepes.